# The Anger Management Tour
The Anger Management Tour è un DVD di Eminem, pubblicato nel 2005.
Contiene scene da dietro le quinte ed esibizione del rapper nel 2002, a Detroit. Il concerto era una tappa del tour omonimo, iniziato nel 2000 dopo la pubblicazione di The Marshall Mathers LP. 

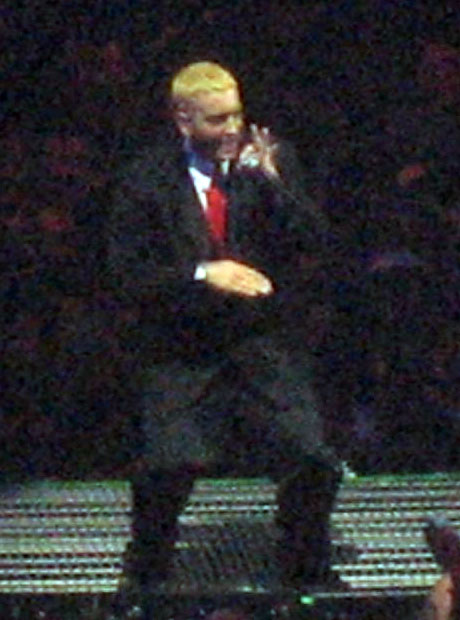
Eminem durante una tappa del tour

Il tour durò diversi anni e vi parteciparono, tra gli altri, Eminem, D12, Xzibit, i Papa Roach, i Limp Bizkit (solo nell'autunno del 2000, poco prima della loro rottura con il rapper), 50 Cent, Killa-Kc, Young Buck, Mobb Deep, Tha Future, Royce Da 5'9" e Murda Ma$e.
La tappa allo Slane Concert fu cancellata. Nel 2005 anche i concerti in Europa furono annullati, a causa di problemi di salute di Eminem.

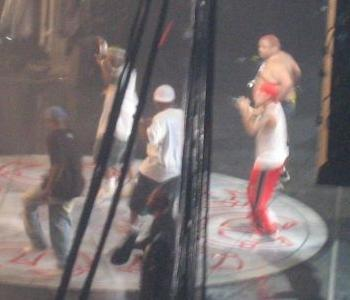
I D12 in una tappa del tour

## Tracce
1. Square Dance
2. Business
3. White America
4. Kill You
5. When The Music Stops (con D12)
6. Pimp Like Me (con D12)
7. Fight Music (con D12)
8. Purple Pills (con D12)
9. Stan
10. The Way I Am
11. Soldier
12. Cleanin' Out My Closet
13. Forgot About Dre
14. Drips (con Obie Trice)
15. Superman (con Dina Rae)
16. Drug Ballad (con Dina Rae)
17. Just Don't Give A Fuck
18. Sing For The Moment
19. Without Me
20. My Dad's Gone Crazy